# NGC 1297
NGC 1297 este o galaxie lenticulară situată în constelația Eridanul. A fost descoperită în februarie 1885 de către Edward Emerson Barnard. Se află la o distanță de 27,16 de megaparseci de Pământ.